# Chickasaw

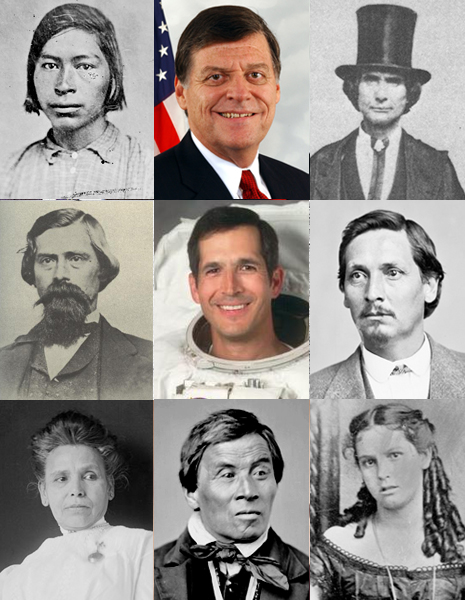
Porträts einiger Chickasaw

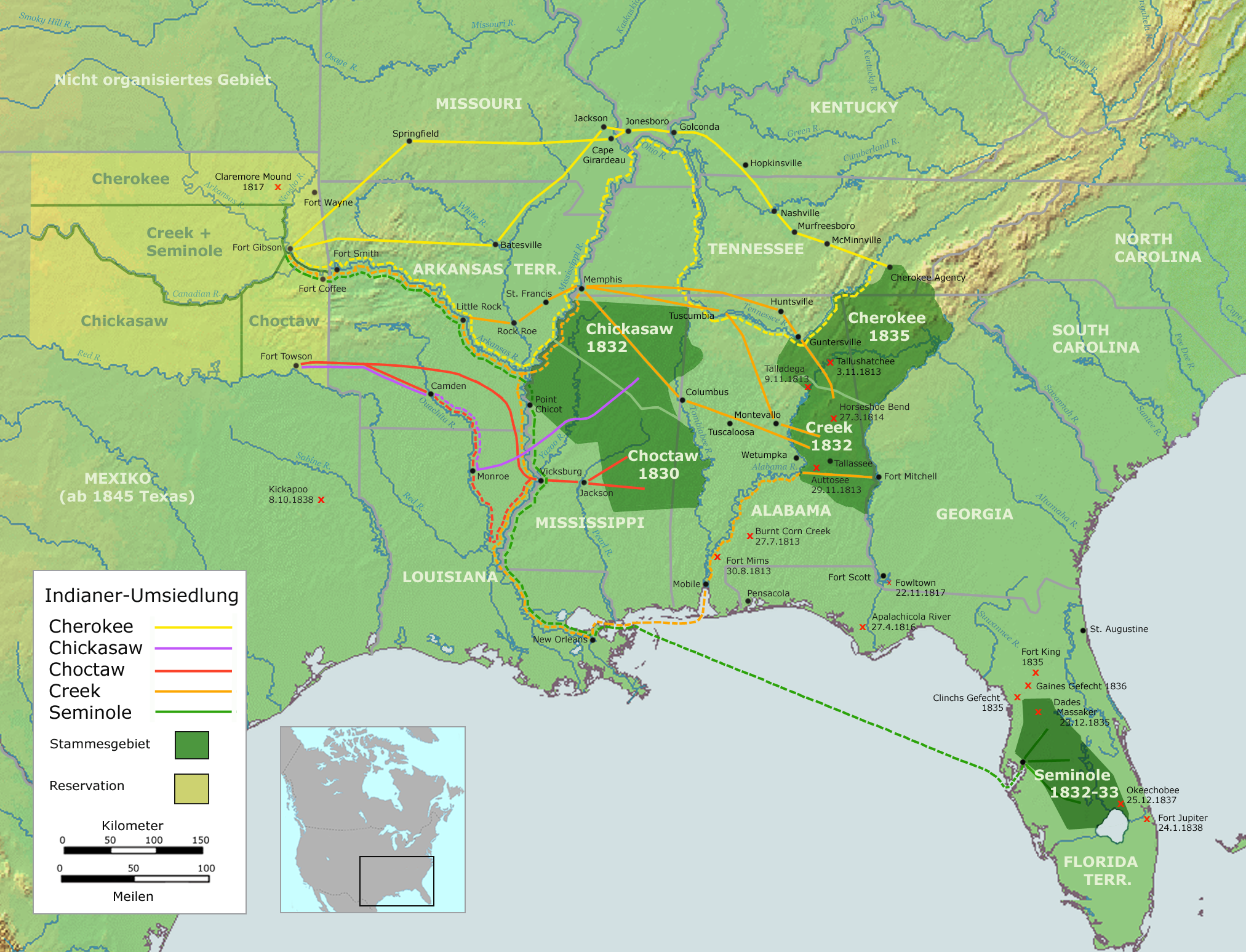
Ehemaliges Stammesgebiet der Chickasaw und erste Reservation (1838), Trail of Tears (Pfad der Tränen) und Gefechte mit indianischer Beteiligung im Südosten der USA zwischen 1811 und 1847

Die Chickasaw sind ein nordamerikanisches Indianervolk, das ursprünglich entlang des Tennessee River im Gebiet der heutigen US-Bundesstaaten Mississippi, Alabama sowie Tennessee siedelte und zum Kulturareal des Südöstlichen Waldlands der Vereinigten Staaten zählt. Der Name „Chickasaw“ kommt von „chikasha“ und bedeutet entweder „Rebell“ oder „aus Chicsa stammend“.
Die Chickasaw Nation in Oklahoma ist mit heute ca. 38.000 Stammesmitgliedern der dreizehntgrößte auf Bundesebene anerkannte Stamm (federally recognized tribe) der USA. Zudem gibt es die Chaloklowa Chickasaw Indian People, die im Sommer 2005 offiziell vom Staat South Carolina als Native American Indian Group (nicht zu verwechseln mit state recognized tribe) anerkannt wurden.
Sie sind sowohl sprachlich als auch kulturell eng verwandt mit den Choctaw (Chahta), denn beide Sprachen – das Chickasaw (Chikashshanompa') und Choctaw (Chahta Anumpa) – bilden das sog. West-Maskoki der Muskogee (Maskoki)-Sprachfamilie.
Im 19. Jahrhundert waren beide – zusammen mit den Muskogee (Maskoki), Seminolen und Cherokee (Tsalagi) – als zwei der Fünf zivilisierten Nationen bekannt, weil sie eine Vielzahl von kulturellen und technologischen Praktiken durch – oftmals erzwungene oder aus Selbstschutz unternommene – Assimilation und Akkulturation von den Europäern angenommen hatten. Dies schützte sie allerdings ebenso wenig wie die anderen vier Völker davor, während der Ära der Indianer-Umsiedlung  unter dem Druck der US-Armee gewaltsam auf dem Pfad der Tränen (Trail of Tears) ins neu definierte Indianerterritorium, das heutige Oklahoma, vertrieben zu werden.

## Geschichte
Die Herkunft der Chickasaw ist ungewiss. Als sie das erste Mal von den Europäern beschrieben wurden, lebten die Chickasaw in Dörfern im heutigen Mississippi und West-Tennessee, mit einer kleineren Anzahl in South Carolina. Sie sind wahrscheinlich in diese Gegend eingewandert und waren vielleicht nicht die Nachfahren der prähistorischen Indianer der Mississippi-Kultur.
Die Chickasaw hatten den Ruf, tapfere und starke Krieger zu sein. Ihre kriegerische Kultur kann mit derjenigen der alten Spartaner verglichen werden. Der erste Kontakt der Europäer mit den Chickasaw war 1540, als der spanische Entdecker Hernando de Soto sie beschrieb. Nach mehreren Missverständnissen attackierten die Chickasaw die Expedition De Sotos und der Spanier zog weiter.
Die Chickasaw begannen, mit den Briten Handel zu treiben, nachdem die Kolonie Carolina 1670 gegründet worden war. Von den Briten mit Waffen versorgt, überfielen die Chickasaw ihre Feinde, die Choctaw, nahmen sie gefangen und verkauften sie in die Sklaverei, eine Praxis, die erst ein Ende nahm, als die Choctaw ihrerseits von den Franzosen Waffen erhielten. Die Chickasaw hatten im 18. Jahrhundert oft Kämpfe gegen die Franzosen und Choctaw, so in der Schlacht von Ackia im Mai 1736, bis Frankreich seine Gebiete in der Region nach dem Siebenjährigen Krieg aufgab.
Die Mehrheit des Stammes wurde während der Indianer-Umsiedlung in den 1830er Jahren ins Indianerterritorium deportiert (Hauptquartier im heutigen Ada (Oklahoma)). Angehörige der South Carolina-Chickasaw, auch als Chaloklowa Chickasaw bekannt, organisierten eine Stammesregierung und wurden im Sommer 2005 offiziell vom Staat South Carolina anerkannt (Hauptquartier in Indiantown (South Carolina)).
Während des Amerikanischen Bürgerkrieges war die Chickasaw-Nation mit den Südstaatlern alliiert und war die letzte konföderierte Gemeinde, die vor den US-Truppen kapitulierte.
Die Hauptstadt der Chickasaw-Nation war von 1855 bis 1907 Tishomingo (Oklahoma). Das dritte Hauptgebäude wurde bis vor kurzem als das Gerichtsgebäude des Johnston County genutzt, bis es von der Chickasaw-Nation zurückgefordert wurde. Das heutige Hauptgebäude wurde aus rotem Granit im Stil der viktorianischen Gotik erbaut und befindet sich in Ada.

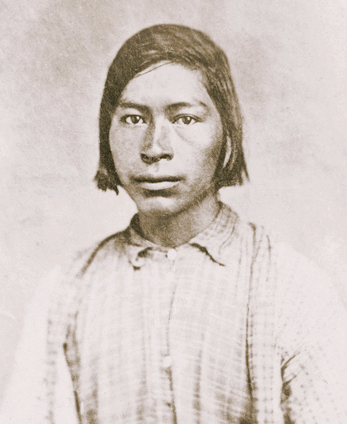
Ein junger Chickasaw-Krieger um 1830

## Kultur
Die Chickasaw hatten wie viele indigene Völker eine Dualorganisation und unterteilten ihre Dörfer sowie ihre ganze Gesellschaft traditionell in zwei matrilineare Moieties (Erblinien) – die „Impsaktea“ und die „Intcutwalipa“ –, die sich beide jeweils auf eine Stammmutter und somit gemeinsame Blutsverwandtschaft beriefen, sodass sich die Chickasaw also getrennt auf zwei (sagenhafte) Stammmütter zurückführten. Da Heiraten unter „Verwandten“ nicht erlaubt war, waren Eheschließungen nicht innerhalb, sondern nur zwischen den beiden Moieties erlaubt (Exogamie, um eine Verwandtenheirat zu vermeiden). Die Mitgliedschaft in der jeweiligen Moiety war erblich und unveränderbar, somit gehörte man auch nach der Heirat weiterhin seiner eigenen Moiety an.
„Pashofa“, gebrochener weißer Trockenmais, gekocht mit Schweinefleisch, ist ein Hauptgericht, das immer noch gegessen wird. Schweine gehören nicht zur ursprünglichen Fauna Amerikas; allerdings konnten einige Exemplare aus De Sotos Expedition entfliehen und verwildern.
Das Suffix „-mingo“ wird gebraucht, um die Häuptlingsschaft zu kennzeichnen. Zum Beispiel war „Tishomingo“ der Name eines berühmten Chickasaw-Häuptlings. Die Stadt Tishomingo (Mississippi) und das Tishomingo County wurden nach ihm benannt. Der Black Mingo Creek in South Carolina wurde nach einem kolonialen Chickasaw-Häuptling benannt, der die Gegend als eine Art Jagdrevier kontrollierte. Manchmal wird es „minko“ geschrieben, was aber meist ein Hinweis auf ältere literarische Referenzen ist.

## Die Chickasaw-Nation heute
Es ist laut Bill Anoatubby, dem Lieutenant Governor der Chickasaw-Nation in Oklahoma, fast sieben Generationen her, dass die Chickasaw aus ihrer angestammten Heimat im Südosten der Vereinigten Staaten vertrieben wurde (Stand 2023)
. Die Chickasaw-Nation erstreckt sich heute über 13 Bezirke (Counties) im Südosten von Oklahoma. Seit den 1980er-Jahren konzentriert sich die Stammesregierung auf den Aufbau einer wirtschaftlich vielfältigen Basis, um Mittel zur Unterstützung von Programmen und Dienstleistungen zu generieren.

### Regierungssystem und dessen Entstehung

Flagge mit Siegel des Chickasaw-Nation

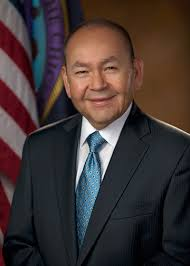
Der Lieutenant Governor der Chickasaw-Nation Bill Anoatubby

Das derzeitige Regierungssystem der Chickasaw-Nation mit den drei Abteilungen Exekutive, Legislative und Judikative wurde mit der Ratifizierung der Verfassung der Chickasaw Nation von 1983 wiederhergestellt. Es geht auf die Versammlung der Chickasaw in Good Spring am Pennington Creek in Tishomingo im Jahre 1856 zurück, wo sie ihre eigene Verfassung ausarbeiteten. Nach der Gründung des Bundesstaates Oklahoma widersetzten sich die Chickasaw der Assimilationspolitik der Bundesregierung. Im Jahr 1971 fanden die ersten Stammeswahlen seit der Staatsgründung statt. Der Lieutenant Governor der Chickasaw-Nation ist Bill Anoatubby.

### Wirtschaftlicher Aufstieg
Die finanzielle Lage des Stammes verbesserte sich stark. Die Finanzmittel für die Stammesaktivitäten stiegen exponentiell an. Das Stammesvermögen stieg um das Zweihundertfache. Hatte der Stamm im Jahr 1987 etwa 250 Mitarbeiter, so beschäftigt die Chickasaw-Nation heute mehr als 13.500 Menschen.

### Verlage
Die Chickasaw-Nation verfügt über zwei Verlage: Chickasaw Press und White Dog Press. Die Chickasaw Press wurde im Jahr 2006 als Einrichtung der Chickasaw-Nation  gegründet, damit Chickasaw ihre eigene Geschichte besitzen und artikulieren können. Sie ist das erste Stammesverlagsunternehmen seiner Art und konzentriert sich auf wissenschaftliche Werke und Sachbücher.
White Dog Press gibt der Chickasaw-Nation die Möglichkeit, die Geschichte, Kultur und Erfahrungen der Chickasaw durch literarische Kategorien wie historische Belletristik, Kinderbücher, Jugendliteratur, Ratgeber, Reiseliteratur und andere Kategorien weiterzugeben.

### Chickasaw Cultural Center

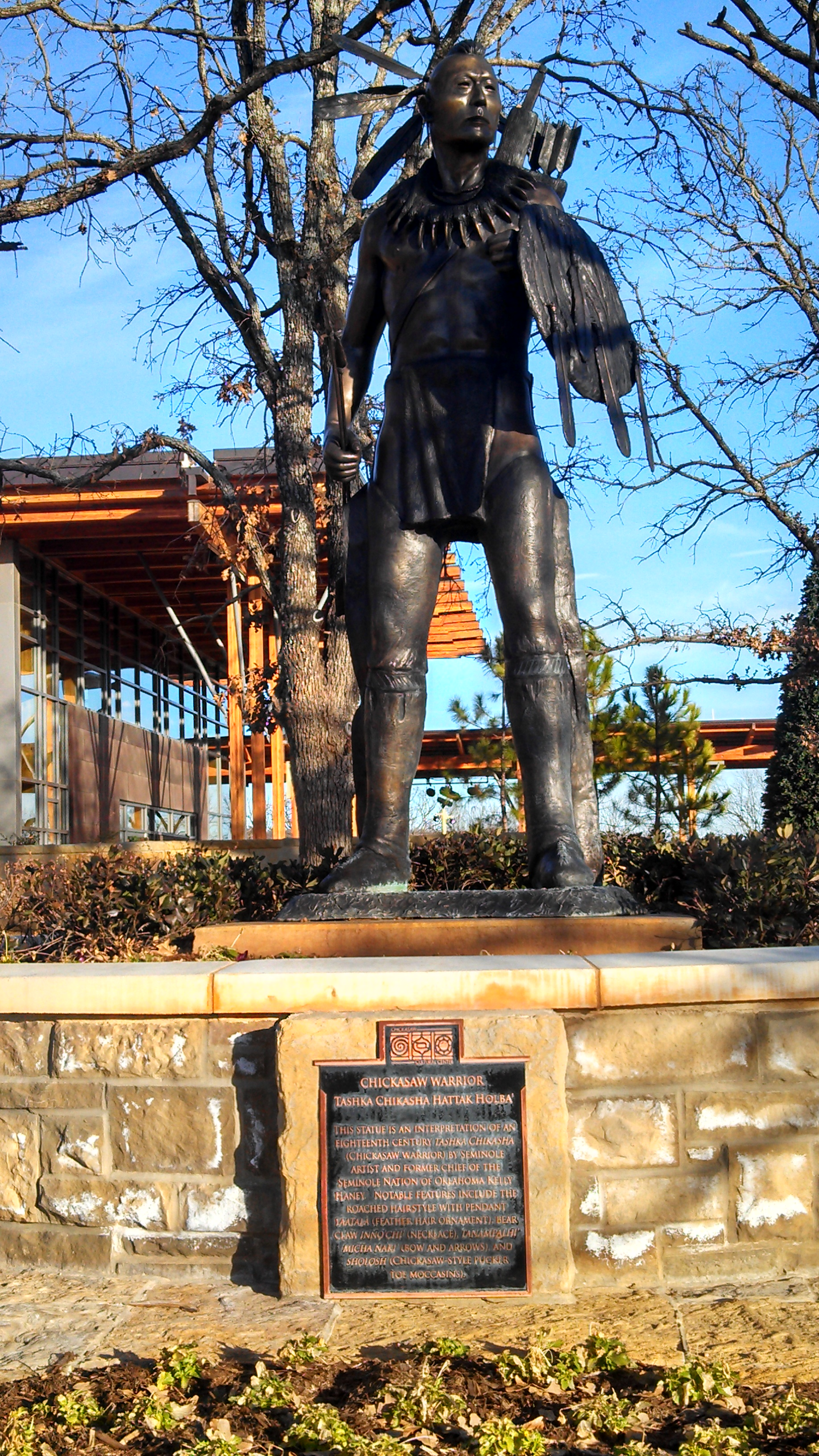
Stilisierter Chickasaw-Kieger, Skulptur im Chickasaw Cultural Center

Im Jahr 2010 eröffnete der Stamm das Chickasaw-Cultural-Center in Sulphur, Oklahoma. Es umfasst das traditionelle Dorf Chikasha Inchokka', einen Ehrengarten, einen Himmel- und Wasserpavillon, Skulpturen  und mehrere Ausstellungen über die  Kultur der Chickasaw.

## Die Chaloklowa-Chickasaw heute
Die Chaloklowa Chickasaw Indian People of South Carolina hatten 176 Mitglieder im Jahr 2005. Sie erhielten im selben Jahr die staatliche Anerkennung als State Recognized Group.

## Bekannte Chickasaw
- Bill Anoatubby, Gouverneur der Chickasaw-Nation seit 1987
- Molly Culver, Schauspielerin
- Tom Cole, Republikanischer Kongressabgeordneter für Oklahoma
- John Herrington, NASA-Astronaut, erster amerikanischer Ureinwohner im Weltraum
- Linda Hogan, Schriftstellerin
- Jerod Impichchaachaaha' Tate, Komponist und Pianist
- Rodd Redwing, Schauspieler
- Fred Waite, Cowboy
- Wahoo McDaniel, Wrestler und Footballer
- Julia Jones, Model und Schauspielerin